# Graham (Texas)
Graham es una ciudad ubicada en el condado de Young en el estado estadounidense de Texas. En el Censo de 2010 tenía una población de 8.903 habitantes y una densidad poblacional de 611,87 personas por km².

## Geografía
Graham se encuentra ubicada en las coordenadas 33°6′3″N 98°34′40″O / 33.10083, -98.57778. Según la Oficina del Censo de los Estados Unidos, Graham tiene una superficie total de 14.55 km², de la cual 14.48 km² corresponden a tierra firme y (0.46%) 0.07 km² es agua.

## Demografía
Según el censo de 2010, había 8.903 personas residiendo en Graham. La densidad de población era de 611,87 hab./km². De los 8.903 habitantes, Graham estaba compuesto por el 88.16% blancos, el 1.2% eran afroamericanos, el 0.92% eran amerindios, el 0.52% eran asiáticos, el 0.04% eran isleños del Pacífico, el 7.26% eran de otras razas y el 1.9% pertenecían a dos o más razas. Del total de la población el 20.45% eran hispanos o latinos de cualquier raza.